# Nicolás Cordero
Nicolás Fernando Cordero (ur. 11 kwietnia 1999 w Buenos Aires) – argentyński piłkarz występujący na pozycji napastnika, od 2024 roku zawodnik Argentinos Juniors.